# Powiat gostyński
Powiat gostyński – powiat w Polsce (województwo wielkopolskie), utworzony w 1999 roku w ramach reformy administracyjnej. Jego siedzibą jest miasto Gostyń.
W skład powiatu wchodzą:
- gminy miejsko-wiejskie: Borek Wielkopolski, Gostyń, Krobia, Pogorzela, Poniec
- gminy wiejskie: Pępowo, Piaski
- miasta: Borek Wielkopolski, Gostyń, Krobia, Pogorzela, Poniec

Powiatem partnerskiem jest Powiat Unterallgäu w Bawarii.
Według danych z 31 grudnia 2019 roku powiat zamieszkiwało 75 908 osób. Natomiast według danych z 30 czerwca 2020 roku powiat zamieszkiwało 75 907 osób.

## Demografia

Piramida wieku mieszkańców powiatu gostyńskiego w 2014 roku

Liczba ludności (dane z 31 grudnia 2009):
|        | Ogółem | Ogółem | Kobiety | Kobiety | Mężczyźni | Mężczyźni |
| osób   | %      | osób   | %       | osób    | %         |           |
| ------ | ------ | ------ | ------- | ------- | --------- | --------- |
| Ogółem | 76 052 | 100    | 38 537  | 50,67   | 37 515    | 49,33     |
| Miasto | 31 945 | 42,00  | 16 431  | 21,60   | 15 514    | 20,40     |
| Wieś   | 44 107 | 58,00  | 22 106  | 29,07   | 22 001    | 28,93     |

▶Wieś vs ▶miasto
Ogółem (▶k, ▶m)
Miasto (▶k, ▶m)
Wieś (▶k, ▶m)

## Gospodarka
W końcu września 2019 liczba zarejestrowanych bezrobotnych w powiecie gostyńskim obejmowała ok. 1,6 tys. mieszkańców, co stanowi stopę bezrobocia na poziomie 4,8% do aktywnych zawodowo.

## Historia
Powiat gostyński został utworzony przez władze pruskie w 1887 (Kreis Gostyn). 3 stycznia 1919 władza w powiecie przeszła w ręce polskie. W okresie międzywojennym kilkakrotnie dokonywano korekt ówczesnych granic administracyjnych powiatu. Ostateczny kształt nadano granicom powiatu w roku 1934. W skład powiatu wchodziły wówczas gminy Gostyń, Poniec, Piaski, Krobia, Pępowo i Borek Wlkp. Jedynie Pogorzela nadal znajdowała się w granicach powiatu krotoszyńskiego. W roku 1975 w wyniku reformy administracyjnej powiat gostyński uległ likwidacji. Powrócił ponownie na mapę administracyjną Polski po kolejnej reformie 1 stycznia 1999 roku.

## Folklor
Powiat obejmuje Biskupiznę.

### Zabytki

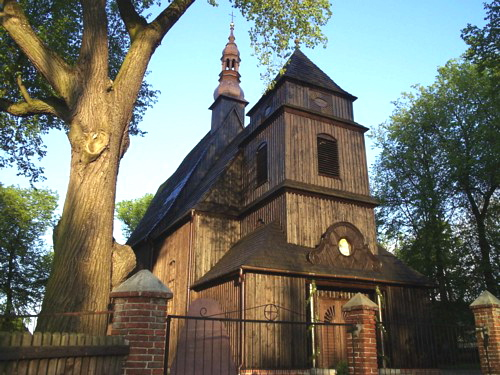
Drewniany kościół w Domachowie, na terenie gminy Krobia

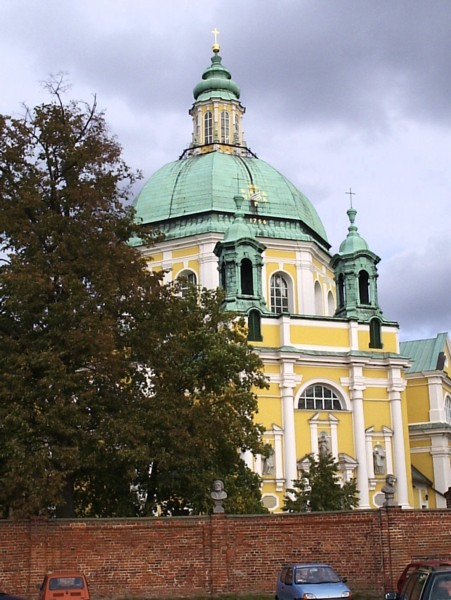
Bazylika oo. Filipinów na Świętej Górze (koło Gostynia)

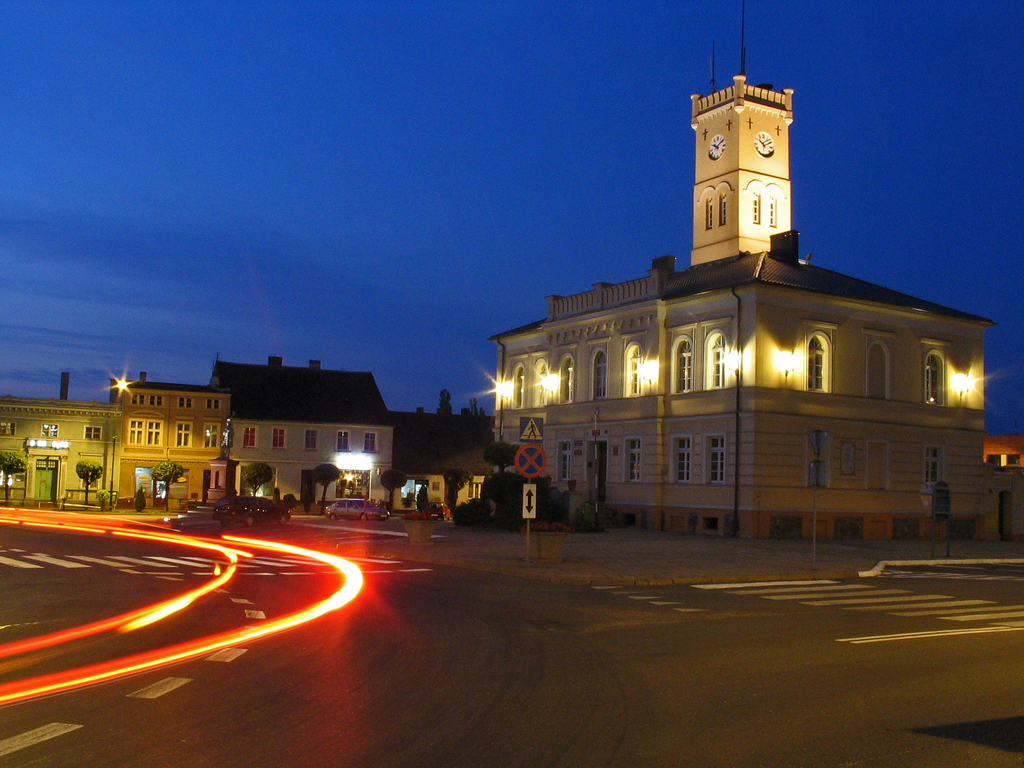
Rynek w Krobi

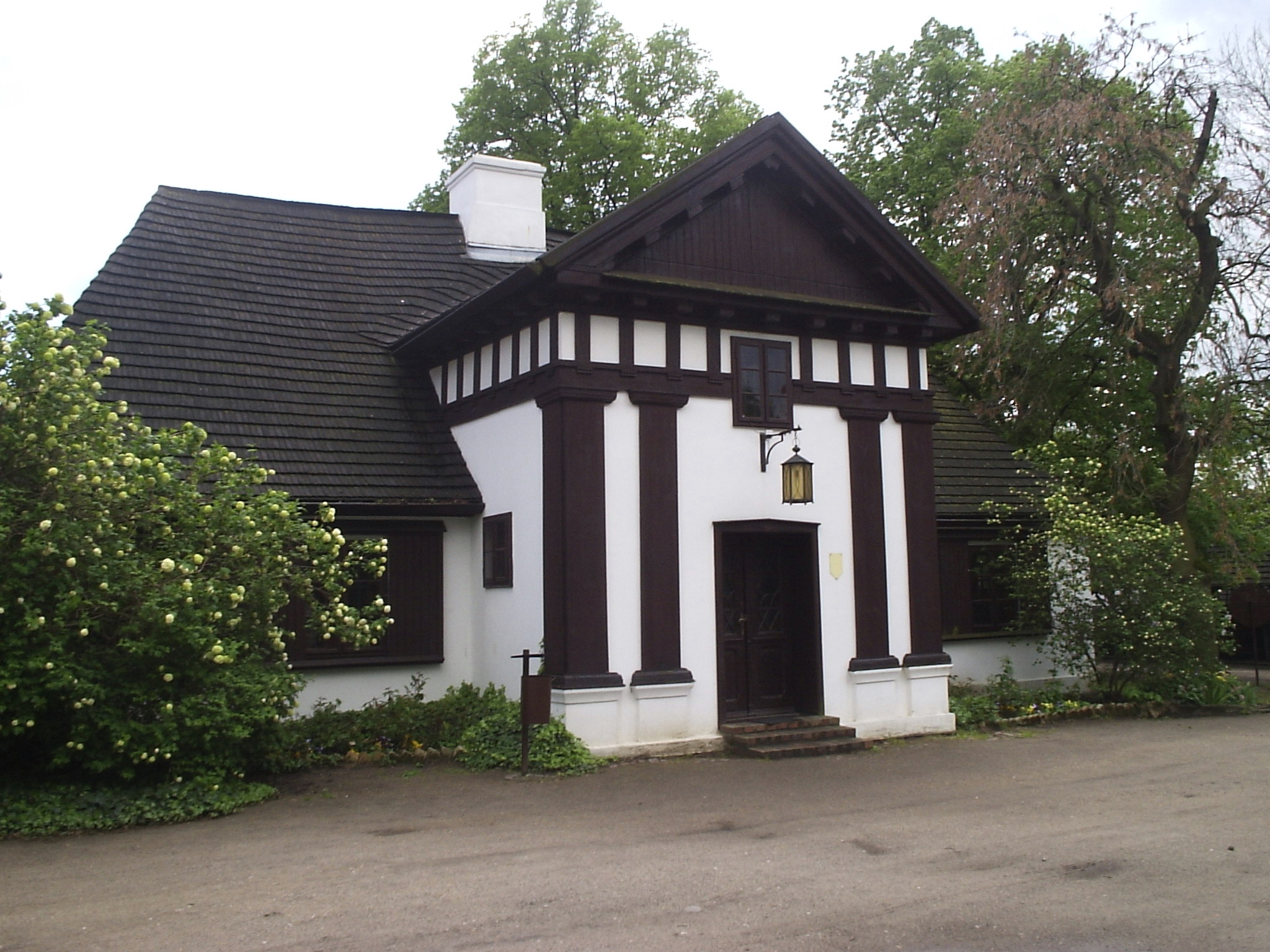
Dwór szlachecki w Grabonogu z 1749 r.

- Drewniany kościół w Domachowie, na terenie gminy Krobia
- Klasztor oo. Filipinów na Świętej Górze (koło Gostynia)
- Kościół pw. Św. Małgorzaty z XIII w. w Gostyniu
- Dworek ziemski w Grabonogu – Muzeum im. Edmunda Bojanowskiego
- Kościół pw. św. Idziego w Krobi z XII w.
- Kościół pw. św. Mikołaja w Krobi z XIV w.
- Kościół pw. św. Ducha w Krobi z XV w.
- Zabytkowy Pałac w Podrzeczu

### Parki podworskie
- - Park w Kosowie o powierzchni 7,85 ha, krajobrazowy o charakterze dworskim założony w 1 połowie XIX wieku. Posiada on różnorodny, półtorawieczny drzewostan. W parku rosną okazałe egzemplarze o wymiarach pomnikowych lipy drobnolistnej i dębu szypułkowego o obwodach do 430 cm, dwa okazałe egzemplarze platanu klonolistnego o obwodach do 400 cm, klony do 340 cm oraz sosny czarne o obwodach do 290 cm, a także sosny wejmutki i żywotniki zachodnie oraz egzemplarz wiśni japońskiej. Ponadto znajdują się tam dwa egzemplarze katalpy zwyczajnej, dąb kolumnowy, daglezje. Na wprost głównej bramy parku jest aleja grabowa prowadząca do lasu i głębokiego na 30 m wąwozu.
  - Park w Pępowie o powierzchni 20,00 ha o charakterze pałacowym założony w XVIII wieku w parku występują pochodzenia rodzimego: dęby, lipy, jesiony, klony, buki, graby, kasztanowce, świerki, modrzewie, jodły, oraz obce gatunki między innymi dąb burgundzki, choinka kanadyjska i miłorząb dwuklapowy.
  - Park w Godurowie o powierzchni 4,66 ha o charakterze dworskim założony w XIX wieku, park o założeniu krajobrazowym, liczne dęby i lipy oraz wiele drzew uznanych za pomniki przyrody.
  - Park w Goli o powierzchni 4,78 ha o charakterze pałacowym założony w XIX wieku w parku liczne potężne dęby. Rośnie w nim wiele gatunków i odmian drzew m.in. 31 drzew o wymiarach pomnikowych: dęby o obwodach do 610 cm, platan o obwodzie 650 cm, wierzba biała o obwodzie 490 cm, topola kanadyjska o obwodzie 510 cm, jesiony o obwodach 370 cm.
  - Park w Dąbrówce o powierzchni 3,25 ha o charakterze dworskim założony na początku XIX wieku.
  - Park w Siedmiorogowie o powierzchni 5,12 ha o charakterze dworskim założony w XIX wieku.
  - Park w Zalesiu o powierzchni 5 ,92 ha o charakterze dworskim założony w XIX wieku.
  - Park w Zimnowodzie o powierzchni 13,26 ha o charakterze pałacowym założony w pierwszej połowie XIX wieku. W parku występują dwa duże stawy, park podzielony jest na części o założeniu regularnym i krajobrazowym.
  - Park w Podrzeczu o powierzchni 4,09 ha o charakterze pałacowym założony w 2 połowie XIX wieku, rośnie tu wiele drzew: topola o obwodzie 450 cm, jesiony o obwodach do 350 cm i wiele egzotycznych egzemplarzy – sosny czarne, sosny wejmutki.
  - Park w Gogolewie o powierzchni 9,06 ha o charakterze pałacowym założony w XVIII wieku.
  - Park w Pudliszkach o powierzchni 4,52 ha o charakterze pałacowym założony w XIX wieku. W parku występują dwa stawy.
  - Park w Rogowie o powierzchni 3,90 ha o charakterze dworskim założony w XVIII wieku.
  - Park w Skoraszewicach o powierzchni 5,53 ha o charakterze dworskim założony w XVIII wieku.
  - Park w Szelejewie o powierzchni 4,04 ha o charakterze pałacowym założony w XVIII wieku.
  - Park w Drzewcach o powierzchni 6.05 ha o charakterze dworskim założony w XIX wieku.
  - Park w Łęce Wielkiej o powierzchni 6,50 ha o charakterze pałacowym założony w XIX wieku.
  - Park w Rokosowie o powierzchni 9,97 ha o charakterze pałacowym założony w XVIII wieku. W parku liczne okazy drzew pomnikowych.
  - Park w Krajewicach położony zachodniej części wioski. Znajduje się zaniedbany dziś park krajobrazowy o powierzchni ok. 7 ha, z bogatym stuletnim drzewostanem, a także drzewami pomnikowymi, m.in. lipą o obwodzie 420 cm i platanem o obwodzie 370 cm. Atrakcją parku jest miłorząb japoński.
  - Park w Grabonogu o powierzchni 2,2 ha o charakterze krajobrazowym, założony został w 2 połowie XIX wieku. Przeważa drzewostan stuletni, w skład którego wchodzi kilka drzew starszych m.in. dąb, modrzew, buk, sosna, jesion oraz wiele innych cennych gatunków drzew i krzewów.
  - Park w Gębicach o powierzchni 6,39 ha o charakterze krajobrazowym, założony w I poł. XIX w., w parku liczne stawy i aleje.

### Obszary chronione i pomniki przyrody

#### Rezerwaty przyrody
- Torfowisko źródliskowe w Gostyniu Starym – rezerwat florystyczny na terenie gminy Gostyń, na północ od wsi Stary Gostyń
- Pępowo – rezerwat leśny na terenie gminy Pępowo, w pobiżu wsi Siedlec
- Czerwona Róża – rezerwat leśny na terenie gminy Pępowo, w pobliżu wsi Siedlec
- Bodzewko – rezerwat leśny na terenie gminy Piaski, w pobliżu wsi Bodzewko

#### Pomniki przyrody
- Głazy narzutowe:
  - Grupa 4 głazów narzutowych przy drodze Jeżewo-Jawory (gmina Borek Wlkp.) : pierwszy – obw.1530 cm, dł. 480 cm, szer. 400 cm, wys. 65 cm; drugi – obw. 1085 cm, dł. 410 cm, szer. 240 cm, wys. 85 cm; trzeci – obw. 975 cm, dł. 290 cm szer. 250 cm, wys.100 cm; czwarty – obw. 1210 cm, dł. 450 cm, szer. 335 cm, wys.150 cm.
  - Głaz narzutowy na polu we wsi Czajkowo na terenie gminy Gostyń: obw. 915 cm, dł. 270 cm, szer. 250 cm, wys. 150 cm.
  - Głaz narzutowy w leśnictwie Kuklinów: o dł.430 cm, szer.310 cm, wys.50 cm w leśnictwie Kuklinów.
  - Głaz narzutowy "Wielki Kamień" w pobliżu drogi Tworzymirki – Miranowo: obw. 1700 cm, dł.700 cm, szer. 540 cm, wys. 175 cm.
  - Głaz narzutowy, skała – granit w oddziale 22 Leśnictwa Stawiszyn na terenie gminy Borek Wlkp. : obw. 530 cm, dł.190 cm, szer.140 cm, wys.60 cm.
  - Głaz narzutowy w Rębowie, skała – granit (w latach 70. zniszczony przez właściciela) : obw. 910 cm, dł. 290 cm, szer. 240 cm, wys.30 cm.
  - Głaz narzutowy w oddziale 212c Leśnictwa Siedlec, na terenie gminy Piaski: obw. 1250 cm, wys. 80 cm.
  - Głaz narzutowy w oddziale 18a Leśnictwa Wroniny, na terenie gminy Borek Wlkp. :

obw. 910 cm, wys.90 cm.
- Drzewa pomnikowe
  - Lipa drobnolistna w parku w Dusinie o obwodzie 250 cm i wysokości 16m.
  - Lipa drobnolistna w Krobi o obwodzie 348 cm i wysokości 18 m.
  - Lipa drobnolistna w parku w Godurowie o obwodzie 380 cm i wysokości 19 m.
  - Jesion wyniosły o obwodzie 284 cm, i wysokości 30m przy rowie w pobliżu parku w Chwałkowie, na terenie gminy Krobia.
  - Jesion wyniosły w parku w Skoraszewicach obwód 435 cm i wysokości 26 m.
  - Dąb szypułkowy w parku w Rokosowie o obwodzie 580 cm i wysokości 24 m.
  - Dąb szypułkowy w parku w Łęce Wielkiej o obwodzie 440 cm i wysokości 22 m.
  - Dąb szypułkowy w parku w Godurowie o obwodzie 470 cm i wysokości 19 m.
  - Platan klonolistny w parku w Łęce Wielkiej o obwodzie 375 cm i wysokości 16 m.
  - Platan klonolistny w parku w Skoraszewicach o obwodzie 385 cm i wysokości 25 m.
  - Platan klonolistny w parku w Skoraszewicach o obwodzie 300 cm i wysokości 27 m.
  - Jarząb brekinia przy rezerwacie "Pępowo" o obwodzie 99 cm i wysokości 13 m w oddziale 226n Leśnictwa Siedlec, na terenie gminy Pępowo.
  - Para dębów szypułkowych o obwodach 31 0 cm i 480 cm, w oddziale 69b (Leśnictwo Gola, gmina Gostyń).
  - Dwa dęby szypułkowe o obwodach 330 cm i 540 cm w oddziale 47d (Leśnictwo Gola, gmina Gostyń).
  - Trzy dęby szypułkowe o obwodach 300 cm, 310 cm, 310 cm, wysokości 16-18m, w oddziale 46b (Leśnictwo Gola, gmina Gostyń).
  - Dziesięć topoli czarnych o obwodach od 250 cm do 460 cm, wysokości 22 m, we wsi Łęka Wielka gmina Poniec.
  - Dwa dęby szypułkowe o obwodach 360 cm i 310 cm, wysokości 18 m, we Chwałkowie nr 105, na terenie gminy Krobia.
  - Dwa dęby szypułkowe o obwodach 290 cm i 360 cm, wysokość 20 m, w parku w Godurowie, na terenie gminy Piaski.
  - Dwie brzozy brodawkowate o obwodach 175 cm i 160 cm, wysokości 16 m, w parku w Rokosowie, na terenie gminy Poniec.
  - Trzy dęby szypułkowe o obwodach 460 cm, 400 cm, 380 cm, wysokości 22 m na terenie Zakładu Rolnego w Zaborni, na terenie gminy Piaski.
  - Jarząb brekinia o obwodzie 204 cm, wysokości 18 m, w oddziale 247b (Leśnictwo Dobrapomoc, gmina Pępowo).
  - Platan klonolistny o obwodzie 330 cm, wysokości 17 m, w parku w Rokosowie, na terenie gminy Poniec.
  - Lipa drobnolistna o obwodzie 330 cm, wysokości 18 m, w parku w Rokosowie, na terenie gminy Poniec.
  - Topola kanadyjska o obwodzie 530 cm, wysokości 26 m, w parku w Rokosowie, na terenie gminy Poniec.
  - Dąb szypułkowy o obwodzie 340 cm, wysokości 17 m, w parku w Godurowie, na terenie gminy Piaski.
  - Dąb szypułkowy – "Dwa konary" – o obwodzie 317 cm, wysokości 20 m, w parku w Godurowie.
  - Jesion wyniosły o obwodzie 290 cm, wysokości 25 m, w parku w Skoraszewicach, na terenie gminy Pępowo.
  - Dąb szypułkowy o obwodzie 450 cm, wysokości 28 m, w parku w Skoraszewicach na terenie gminy Pępowo.
  - Dąb szypułkowy o obwodzie 340 cm, wysokości30 m, w parku w Skoraszewicach na terenie gminy Pępowo.
  - Dąb szypułkowy o obwodzie 308 cm, wysokości 30 m, w parku w Skoraszewicach na terenie gminy Pępowo.
  - Dąb szypułkowy o obwodzie 330 cm, wysokości 22 m w Chwałkowie przy parku, na terenie gminy Krobia.
  - Dąb szypułkowy o obwodzie 400 cm, wysokości 25 m w Chwałkowie przy stawie, na terenie gminy Krobia.
  - Dąb szypułkowy o obwodzie 336 cm, wysokości 30 m w Chwałkowie przy stawie gmina Krobia.
  - Dąb szypułkowy o obwodzie 369 cm, wysokości 30 m w Chwałkowie w parku gmina Krobia.
  - Dąb szypułkowy o obwodzie 334 cm, wysokości 28 m w Chwałkowie przy stawie gmina Krobia.
  - Topola biała o obwodzie 430 cm, wysokości 33 m, przy parku nad rowem w Chwałkowie gmina Krobia.
  - Topola biała o obwodzie 394 cm, wysokości 31 m, przy łące w pobliżu parku w Chwałkowie gmina Krobia.
  - Pięć dębów szypułkowych o obwodach 295 cm do 460 cm, wysokości 18 m, w oddziale 72a Leśnictwo Kosowo gmina Gostyń.
  - Dwa dęby szypułkowe o obwodach 330 cm i 310 cm, wysokości 16 m w oddziale 70b Leśnictwo Kosowo gmina Gostyń.
  - Trzy jarzęby brekinie o obwodach 170 cm, 200 cm, 150 cm, w oddziale 268, Leśnictwo Siedlec gmina Pępowo.
  - Dąb szypułkowy o obwodzie 500 cm, wysokości 20 m, w parku w Godurowie gmina Piaski.
  - Dąb szypułkowy o obwodzie 355 cm, wysokości 21 m, w parku w Godurowie gmina Piaski.
  - Dąb szypułkowy o obwodzie 440 cm, wysokości 20 m, w parku w Godurowie gmina Piaski.
  - Dąb szypułkowy o obwodzie 505 cm, wysokości 20 m, w parku w Godurowie gmina Piaski.
  - Dąb szypułkowy o obwodzie 385 cm, wysokości 21 m, w parku w Godurowie gmina Piaski.
  - Dąb szypułkowy o obwodzie 380 cm, wysokości 21 m, w parku w Godurowie gmina Piaski.
  - Dąb szypułkowy o obwodzie 358 cm, wysokości 21 m, w parku w Godurowie gmina Piaski.
  - Dąb szypułkowy o obwodzie 368 cm, wysokości 20 m, w parku w Godurowie gmina Piaski.
  - Dąb szypułkowy o obwodzie 348 cm, wysokości 22 m, w parku w Godurowie gmina Piaski.
  - Dąb szypułkowy o obwodzie 350 cm, wysokości 22 m, w parku w Godurowie gmina Piaski.
  - Lipa drobnolistna o obwodzie 298 cm, wysokości 21 m, w parku w Godurowie gmina Piaski.
  - Lipa drobnolistna o obwodzie 290 cm, wysokości 22 m, w parku w Godurowie gmina Piaski.
  - Jesion wyniosły o obwodzie 240 cm, wysokości 20 m, w parku w Godurowie gmina Piaski.
  - Dąb szypułkowy o obwodzie 350 cm, wysokości 15 m, we wsi Czajkowo gmina Gostyń przy szosie.
  - Dąb szypułkowy o obwodzie 330 cm, wysokości 20 m, w Pożegowo gmina Gostyń.
  - Dąb szypułkowy o obwodzie 410 cm, wysokości 22 m, w Pożegowo gmina Gostyń.
  - Dąb szypułkowy o obwodzie 520 cm, wysokości 24 m, w Pożegowo gmina Gostyń.
  - Dąb szypułkowy o obwodzie 490 cm, wysokości 22 m, w Pożegowo gmina Gostyń.
  - Dąb szypułkowy o obwodzie 410 cm, wysokości 24 m, we wsi Jeżewo przy kościele gmina Borek Wlkp.
  - Dąb szypułkowy o obwodzie 410 cm, wysokości 18 m, w oddziale 47a /Lęśnictwo Gola/gmina Gostyń.
  - Dąb szypułkowy o obwodzie 350 cm, wysokości 16 m, w oddziale 47a /Lęśnictwo Gola/gmina Gostyń.
  - Lipa drobnolistna o obwodzie 515 cm, wysokości 20 m, w Chwałkowie przy cmentarzu kościelnym gmina Krobia.
  - Dąb szypułkowy o obwodzie 540 cm, wysokości 20 m, we wsi Karzec gmina Krobia.
  - Dąb szypułkowy o obwodzie 330 cm, wysokości 18 m, we wsi Czajkowo gmina Gostyń.
  - Platan klonolistny o obwodzie 590 cm, wysokości 25 m, w parku w Pudliszkach gmina Krobia.
  - Platan klonolistny o obwodzie 550 cm, wysokości 25 m, w parku w Pudliszkach gmina Krobia.
  - Wiąz szypułkowy o obwodzie 550 cm, wysokości 24 m, w parku w Pudliszkach gmina Krobia.
  - Dąb szypułkowy o obwodzie 390 cm, wysokości 24 m, we parku w Rokosowie gmina Poniec.
  - Dąb szypułkowy o obwodzie 380 cm, wysokości 24 m, we parku w Dusinie gmina Gostyń.
  - Dąb szypułkowy o obwodzie 330 cm, wysokości 24 m, w oddziale 25d Leśnictwo Dobrapomoc gmina Pępowo.
  - Dąb szypułkowy o obwodzie 330 cm, wysokości 21 m, w oddziale 279 Leśnictwo Miranowo gmina Gostyń.
  - Dąb szypułkowy o obwodzie 376 cm, wysokości 25 m, w oddziale 279h Leśnictwo Miranowo gmina Gostyń.
  - Dąb szypułkowy o obwodzie 430 cm, wysokości 22 m, w parku we wsi Łęka Wielka gmina Poniec.
  - Jarząb brekinia o obwodzie 240 cm, wysokości 20 m, w oddziale 264 Leśnictwo Siedlec gmina Pępowo.
  - Jesion wyniosły o obwodzie 340 cm, wysokości 16 m, w parku w Rokosowie gmina Poniec.
  - Dąb szypułkowy o obwodzie 410 cm, wysokości 20 m, w parku w Rokosowie gmina Poniec.
  - Lipa drobnolistna o obwodzie 348 cm, wysokości 18 m, w Krobi przy parku miejskim gmina Krobia.
  - Dąb szypułkowy o obwodzie 360 cm, wysokości 20 m, w parku w Skoraszewicach gmina Pępowo.
  - Dąb szypułkowy o obwodzie 425 cm, wysokości 26 m, w parku w Skoraszewicach gmina Pępowo.
  - Dąb szypułkowy o obwodzie 410 cm, wysokości 20 m, przy łące w Skoraszewicach gmina Pępowo.
  - Dąb szypułkowy o obwodzie 340 cm, wysokości 23 m w parku w Chwałkowie gmina Krobia.
  - Dąb szypułkowy o obwodzie 420 cm, wysokości 26 m przy drodze do parku w Chwałkowie gmina Krobia.
  - Jesion wyniosły o obwodzie 320 cm, wysokości 24 m w parku w Chwałkowie gmina Krobia.

## Sąsiednie powiaty
- kościański
- śremski
- jarociński
- krotoszyński
- rawicki
- leszczyński